# Saint-Loup-de-Buffigny
Saint-Loup-de-Buffigny és un municipi francès situat al departament de l'Aube i a la regió del Gran Est. L'any 2007 tenia 178 habitants.

## Demografia

### Població
El 2007 la població de fet de Saint-Loup-de-Buffigny era de 178 persones. Hi havia 72 famílies de les quals 12 eren unipersonals (8 homes vivint sols i 4 dones vivint soles), 32 parelles sense fills i 28 parelles amb fills.
La població ha evolucionat segons el següent gràfic:
Habitants censats

### Habitatges
El 2007 hi havia 96 habitatges, 74 eren l'habitatge principal de la família, 15 eren segones residències i 7 estaven desocupats. 93 eren cases i 3 eren apartaments. Dels 74 habitatges principals, 64 estaven ocupats pels seus propietaris, 6 estaven llogats i ocupats pels llogaters i 4 estaven cedits a títol gratuït; 13 tenien tres cambres, 23 en tenien quatre i 38 en tenien cinc o més. 55 habitatges disposaven pel capbaix d'una plaça de pàrquing. A 36 habitatges hi havia un automòbil i a 36 n'hi havia dos o més.

### Piràmide de població
La piràmide de població per edats i sexe el 2009 era:
| Homes | Edats   | Dones |
| ----- | ------- | ----- |
| 0     | 95 o +  | 0     |
| 4     | 90 a 94 | 4     |
| 0     | 85 a 89 | 0     |
| 0     | 80 a 84 | 0     |
| 8     | 75 a 79 | 4     |
| 0     | 70 a 74 | 4     |
| 8     | 65 a 69 | 8     |
| 4     | 60 a 64 | 8     |
| 8     | 55 a 59 | 4     |
| 8     | 50 a 54 | 4     |
| 4     | 45 a 49 | 16    |
| 16    | 40 a 44 | 8     |
| 0     | 35 a 39 | 4     |
| 0     | 30 a 34 | 0     |
| 4     | 25 a 29 | 4     |
| 4     | 20 a 24 | 4     |
| 4     | 15 a 19 | 4     |
| 0     | 10 a 14 | 8     |
| 0     | 5 a 9   | 4     |
| 0     | 0 a 4   | 0     |

## Economia
El 2007 la població en edat de treballar era de 105 persones, 92 eren actives i 13 eren inactives. De les 92 persones actives 87 estaven ocupades (51 homes i 36 dones) i 5 estaven aturades (1 home i 4 dones). De les 13 persones inactives 8 estaven jubilades, 3 estaven estudiant i 2 estaven classificades com a «altres inactius».

### Ingressos
El 2009 a Saint-Loup-de-Buffigny hi havia 80 unitats fiscals que integraven 191,5 persones, la mediana anual d'ingressos fiscals per persona era de 19.257 €.

### Activitats econòmiques
Dels 6 establiments que hi havia el 2007, 1 era d'una empresa de construcció, 1 d'una empresa de comerç i reparació d'automòbils, 2 d'empreses de transport, 1 d'una empresa immobiliària i 1 d'una empresa de serveis.
L'únic servei als particulars que hi havia el 2009 era un paleta.
L'any 2000 a Saint-Loup-de-Buffigny hi havia 10 explotacions agrícoles que ocupaven un total de 720 hectàrees.

## Equipaments sanitaris i escolars
El 2009 hi havia una escola elemental integrada dins d'un grup escolar amb les comunes properes formant una escola dispersa.

## Poblacions més properes
El següent diagrama mostra les poblacions més properes.